# 李存乂
李 存乂（り そんがい、? - 926年）は、後唐の太祖李克用の六男。

## 略歴
同光3年（925年）、長兄の荘宗李存勗により睦王に封ぜられた。当時、魏州の男巫の楊千郎が超常的な法力を持つとして荘宗に尚書郎として重用され、皇宮において数々の巫術を行った。李存乂と兄の李存渥は頻繁に楊千郎の家へ行き、複数人による乱交に参加した。
李存乂は枢密使の郭崇韜の娘を妻としており、同光4年（926年）に郭崇韜の一族の処刑後に悲しんだ。荘宗は内臣を間諜として派遣して楊千郎の家に入り込ませ、李存乂の動向を密告させた。内臣は「存乂は酒宴中に怒って叫び、仇討ちを主張しました」と誣告した。荘宗は李存乂と楊千郎を処刑した。その後、流言がさらに盛んに行われた。

## 伝記資料
- 『新五代史』
- 『旧五代史』
- 『資治通鑑』